# Nathaniel Rothschild, 5. barun Rothschild
Nathaniel Philip Victor James Rothschild (* London, 12. srpnja 1971.), britanski barun, poduzetnik, član Rothschilda, bogate bankarske obitelji židovskog porijekla. Naslijedio je naslov baruna Rothschilda kojeg je do smrti 2024. godine nosio njegov otac Jacob. Godine 2012. njegovo bogatstvo je bilo procjenjeno na 1 milijardu $, s čime je bio dosegao poziciju 1153. na Forbesovom popisu svjetskih milijardera. Međutim, dogodine je ispao s popisa.
Rodio se kao najmlađe dijete i jedini sin Jacoba Rothschilda, četvrtog baruna Rothschilda i Serene Mary Dunn. Školovao se na Eton College i na koledžu Wadham u Oxfordu, gdje je diplomirao povijest. Karijeru je započeo sredinom 90-ih radeći za Lazard Brothers Asset Management, nakon čega je prešao radit za američku firmu Gleacher Partners. Poslije je prešao u firmu Atticus Capital i postao njen dopredsjednik i suvlasnik. Nakon propasti tvrtke 2009. godine, postao je predsjednik Attara Capital LP, a upravljao je i drugim firmama.

## Privatni život
Godine 1995. oženio je Annabellu Neilson (1969. – 2018.), koju je upoznao šest godina ranije. Rastavili su se dvije godine kasnije. Godine 2016. vjenčao se s modelom Lorettom Basey. Budući da iz dva braka nema još djece, njegov trenutni nasljednik na položaju baruna Rothschilda je njegov rođak James Amschel Victor Rothschild (r. 1985.) koji se oženio dizajnericom Nicky Hilton iz poznate hotelijerske obitelji Hilton, s kojom ima troje djece.